# Harina de maíz

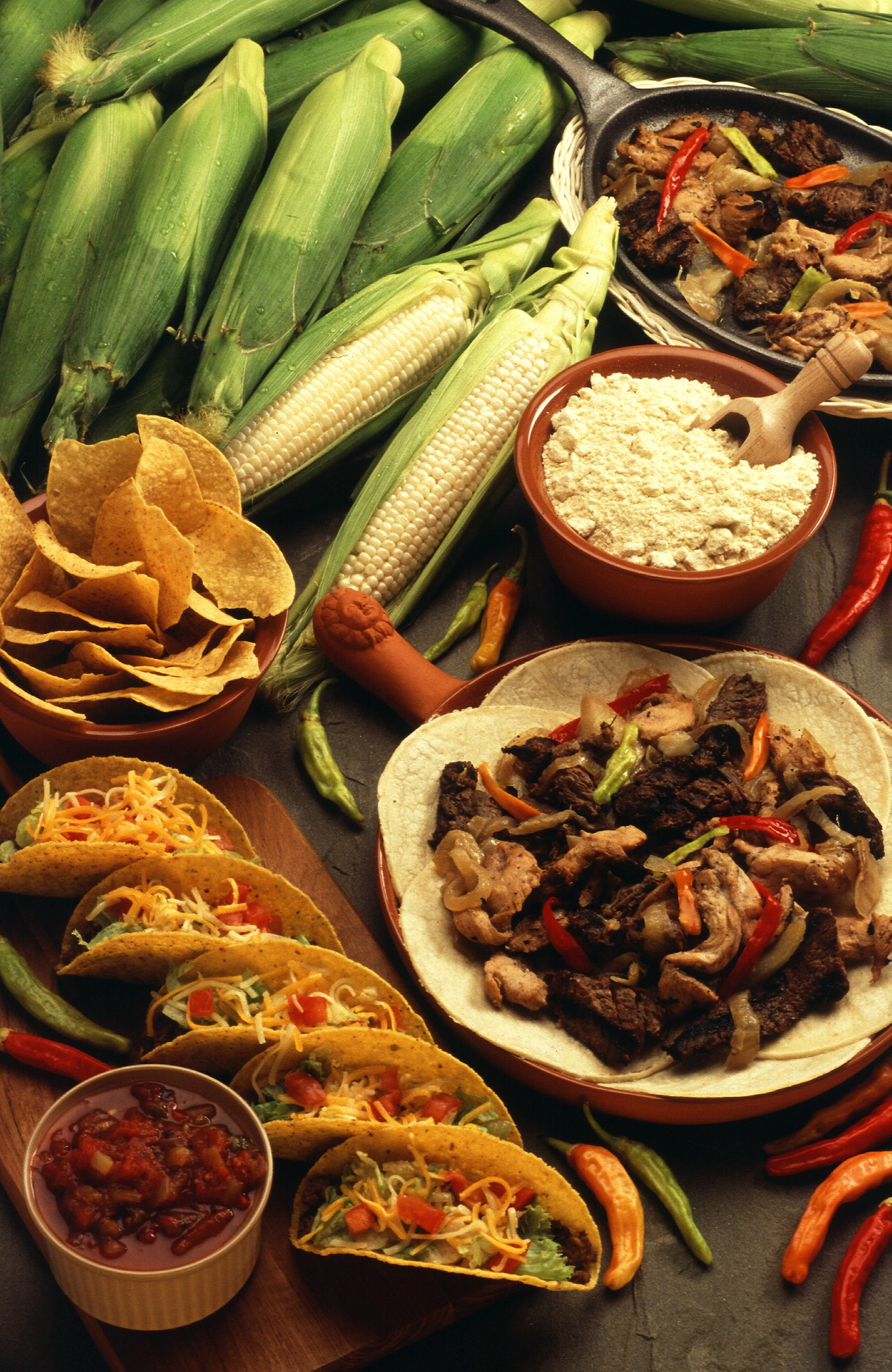
Comida a base de harina de maíz.

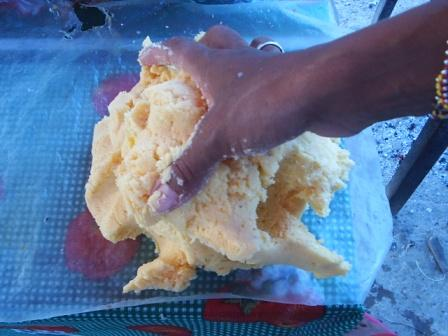
Masa de harina de maíz.

La harina de maíz es un polvo fino que se obtiene moliendo el cereal mediante diferentes métodos. Como cultivo tradicional de los pueblos indígenas de América, es en esta parte del mundo donde se consume más asiduamente, especialmente en Iberoamérica, donde es parte fundamental de las cocinas de Colombia, Ecuador, México, Panamá, Paraguay, Perú y Venezuela.

## Historia
El origen de la harina de maíz se encuentra entre los procedimientos desarrollados en el período prehispánico por los pueblos americanos para el procesamiento del cereal. En Mesoamérica durante esa época se desarrolló el proceso conocido con el nombre de nixtamalización mediante el cual el maíz es cocinado con agua y cal, para obtener un producto llamado nixtamal que, después de molido da origen a la harina. 
Existen muchas evidencias de que este proceso se originó en el altiplano mexicano. De acuerdo a investigaciones antropológicas, se cree que inicialmente fue utilizada la ceniza para este proceso, mientras que los pueblos mayas usaban conchas molidas de moluscos. Tanto las cenizas, como las conchas fueron fuente inicial de la cal usada en el proceso el cual continúa siendo idéntico al usado en la época prehispánica. Los indígenas de la etnia muisca de la actual Colombia también elaboraban harina de maíz para hacer pan, moliendo directamente los granos y la masa resultante se envolvía en una hoja cocinándola en agua y asando la masa posteriormente. También, en Venezuela los indígenas preparaban los platos típicos como arepas y bollos, mediante el maíz pelado con cal y luego cocido que finalmente era triturado en un mortero de piedra o metate.
Después de los inicios de la industrialización y del surgimiento de la Oficina de Patentes de Estados Unidos, diversos inventores de ese país al principio, y extranjeros después, solicitaron patentes para diferentes desarrollos que industrializaban el proceso de nixtamalización. 
Lo que se cree es la patente más antigua sobre el tema, fue solicitada por el inventor estadounidense S.P. McCroskey a quien se otorgó una en 1861 por su procedimiento para hacer el maíz apto para su molido, en la cual se estableció explícitamente que tal proceso estaba destinado a la producción de harina.
Ocho años después, Charles Jones y William Standing recibieron una patente por una mejora para el procedimiento, y en 1877 este proceso fue mejorado aún más por el inventor Albert L. Murdock.
Inventores mexicanos se dieron también a la tarea de desarrollar o mejorar los procesos existentes y entre ellos estuvieron los hermanos Armin y Adriano Erosa, por entonces, residenciados en la ciudad mexicana de Mérida, Yucatán, quienes en 1909 presentaron ante la Oficina de Patentes de Estados Unidos su proceso de hacer harina de maíz y recibieron la patente dos años después. Posteriormente, al menos, se hizo 4 veces referencia a este proceso en patentes otorgadas en los años 1955, 1958, 1960 y 2003.
En 1954, la Dirección de Comercio de la Propiedad Industrial y Comercial de Venezuela le concedió la patente 5176, titulada «Harina de Masa de Maíz» o «Masa de Maíz Deshidratada», al ingeniero y profesor Luis Caballero Mejías, a partir de los experimentos que había realizado. 
Este es el procedimiento en el cual se basó para producir su propia marca de harina de maíz llamada La Arepera de existencia efímera en el mercado venezolano. Antes de su muerte, Caballero Mejías vendió su patente a los dueños de Cervecería Polar y de la empresa refinadora de maíz Remavenca a partir de la cual fueron realizadas mejoras del proceso que dieron origen al producto denominado Harina PAN.
Este proceso y sus variantes son diferentes al proceso que se realiza en empresas mexicanas y estadounidenses, debido a que el maíz es cocido como paso previo al molido. 

## Tipos
Existen varios tipos conocidos de harina de maíz entre ellos:
- Harina de maíz precocida: desarrollada por el ingeniero y profesor venezolano Luis Caballero Mejías en 1954 en cuyo proceso es cocinado el maíz antes de molerlo. En Colombia y Venezuela se le conoce como Harina P.A.N. por vulgarización. También existen variantes del producto original con harina de arroz, con harina de trigo y con salvado de trigo y avena.

Véase también chuchoca.
- Harina de maíz no precocida: similar a la anterior, aunque en este caso el maíz se muele en crudo. Es la indicada para la elaboración de la polenta italiana, también conocida como funche en Venezuela.
- Harina de maíz pelado: fabricada mediante el proceso de nixtamalización.
- Harina de maíz pilado: obtenida del molido de maíz crudo y cocinado después.
- Harina de maíz tostado: fabricada a partir de maíz tostado antes de su molido. En Perú se llama "máchica", en Venezuela es fororo y en las Islas Canarias (España) se conoce localmente como "gofio de millo".
- Frangollo: Harina gruesa o rolona, utilizada en las Islas Canarias para preparar un postre del mismo nombre.

## Usos regionales

### África
En la cocina africana es empleada frecuentemente como epónimo de muchos platos y preparaciones, de esta forma se tiene:
- Nshima y el Nsima, en Zambia y Malaui respectivamente.
- Nomadi, República Democrática del Congo.
- Sadza, Zimbabue.
- Ugali, cocina de África oriental (donde se denomina genéricamente como: Sima y Posho en Uganda).
- Mielie-meal o mealie pap, cocinas del sur de África.
- Las recetas que emplean harina de maíz como ingrediente adicional son: el Fufu (conocido también como foufou) en cocina de África central y África occidental, e Injera en Etiopía, en Somalia y Eritrea (conocido como Lahoh en Eritrea).
- Pan de millo, Gran Canaria (Islas Canarias).
- Pella (gofio), es una elaboración alimenticia tradicional de las Islas Canarias.
- Puthu en la cocina de Sudáfrica.

### Europa

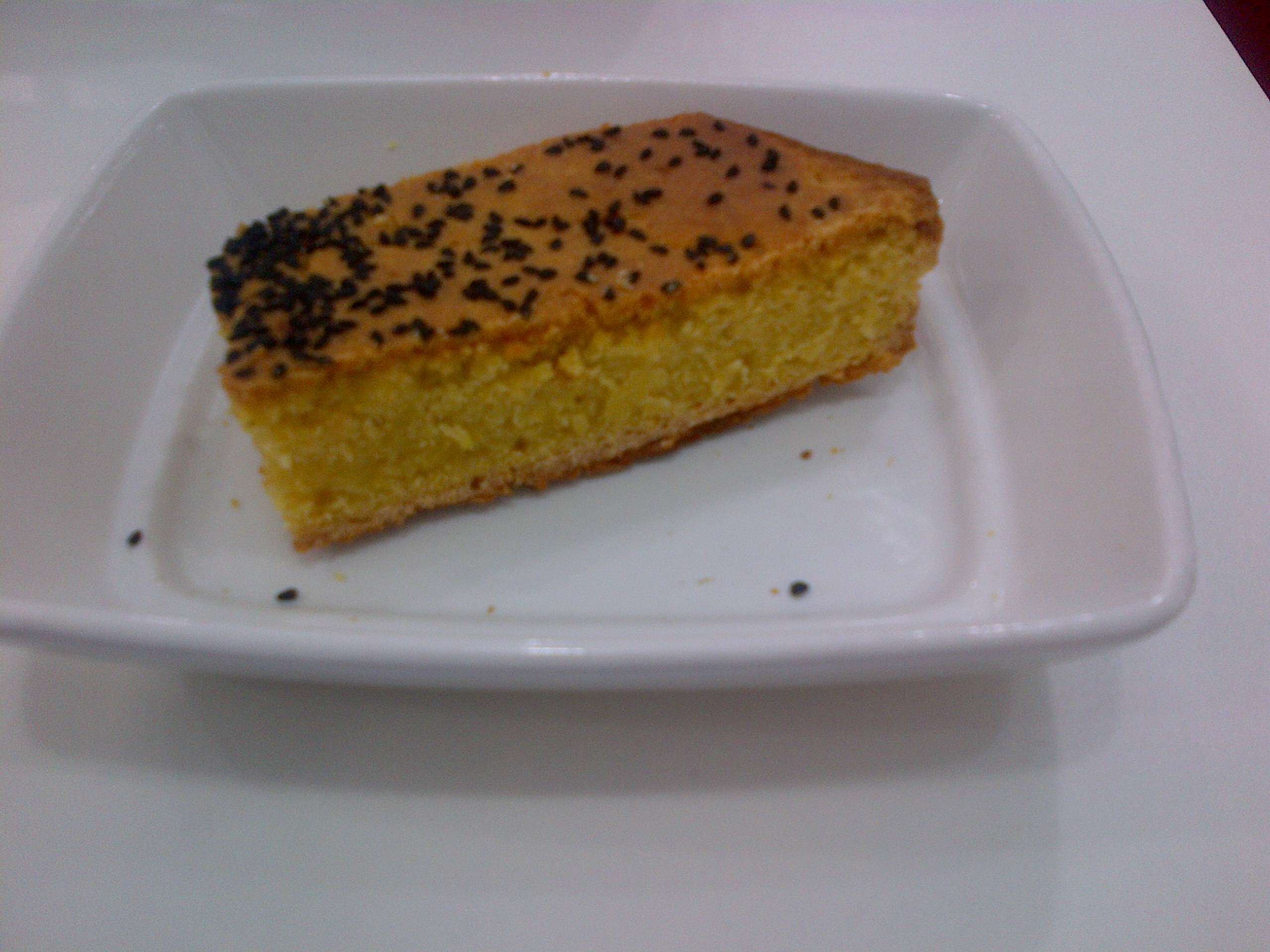
Pan de harina de maíz, alimento típico de la región del Mar Negro.

- Kachamak (en búlgaro: качамак), Bulgaria.
- Kuymak un plato a base de harina de maíz, mantequilla y queso local de la región del Mar Negro de Turquía.
- Mămăligă, Rumania.
- Farina di granturco, en Italia (no es lo mismo que la farina que se elabora de trigo).
- Polenta, muy popular en el sur de Europa, especialmente en el Norte de Italia.
- Cuecho preparación semejante a la polenta aunque típica de España, sobre todo en Asturias.
- Arapash or Harapash, polenta de Albania preparada con intestinos de cordero, mantequilla, queso feta y harina de maíz.
- Boroña, pan relleno de embutido muy típico de la gastronomía de Asturias.

### Meso y Suramérica
- Masa empleado para elaborar tortillas en América Central y Suramérica.
- Pozole, platillo tradicional de México, así como el tamal, la tortilla para tacos, quesadillas, tostadas, sopa azteca, y el pozol (bebida a base de cacao y maíz de origen mesoamericano), entre otros platillos mexicanos dependiendo de la región.
- Fubá, Brasil.
- Funchi, un plato a base de harina de maíz que se consume en la isla de Curaçao.
- En Colombia, Panamá y Venezuela se usa la harina para la preparación de arepas, bollos, hallaquitas, empanadas, cachapas, hallacas, mazamorras, tamales, tortillas, changas, entre otros.
- En Paraguay se utiliza en la elaboración de la tradicional sopa paraguaya y el kivevé, también puede agregarse al chipá guazú.
- En Perú, gracias a la inmigración italiana, se consume en forma de polenta.

### Estados Unidos y Canadá
- Sémola de maíz
- Cornbread
- Hominy
- Mush
- Yaniqueque
- Hushpuppy

### Pan sin gluten
La harina de maíz es uno de los ingredientes más comúnmente empleados en la elaboración de los panes sin gluten y otros productos específicos para las personas que padecen trastornos relacionados con el gluten (tales como la enfermedad celíaca o la sensibilidad al gluten no celíaca), las cuales deben seguir una dieta estricta sin gluten. Solo es apta cuando está libre de contaminación cruzada con gluten (también denominada "trazas"). La contaminación con cereales que contienen gluten puede ocurrir durante los diferentes pasos de su recolección y elaboración, tanto en la cosecha de los granos, el transporte, la molienda, el almacenamiento, el procesamiento, la manipulación o el cocinado.